# 방북
방북은 북한을 자의적으로 일시 방문하는 것을 말한다.

## 방북 목록
- 문익환 목사 방북사건
- 서경원 의원 방북사건
- 임수경 방북사건